# Kibali
Floden Kibali er en biflod til Uele-floden i Den Demokratiske Republik Congo. Den har sit udspring i bjergene nær Lake Albert og løber mod vest i ca. 1000 km for at løbe sammen med Dungu-floden  ved byen Dungu, hvor Uele-floden dannes. Uele er en biflod til Ubangi-floden, som efterfølgende løber ud i den store Congofloden.
| Geografi/geologi | Spire Denne artikel om geografi er en spire som bør udbygges. Du er velkommen til at hjælpe Wikipedia ved at udvide den. |

4°9′N 22°26′Ø / 4.150°N 22.433°Ø